# Cinchona nitida
Cinchona nitida är en måreväxtart som beskrevs av Hipólito Ruiz López och Pav.. Cinchona nitida ingår i släktet Cinchona och familjen måreväxter. Inga underarter finns listade i Catalogue of Life.